# Château de Charay
Le château de Charay, également appelé château de Charaix, est un château construit au XVIe siècle et situé sur la commune de La Souche, dans le département de l'Ardèche, démantelé depuis la Révolution française.

## Situation
Le château se situe à l'ouest du territoire communal de La Souche, au sein du hameau portant son nom : Charay. Le château se situe au sein du canton de Thueyts, à 526 mètres d'altitude, et en hauteur par rapport au cours du Lignon passant à proximité.

## Historique
Le château de Charay a été bâti au XVIe siècle. Le constructeur fut Guillaume de Ginestoux. Il avait acheté la maison primitive et les domaines alentour à Bertrand de Charaix, dont le château et le hameau l'accueillant tire le nom. Guillaume de Ginestoux y fit bâtir une bâtisse à deux tours. À la Révolution, le domaine de Charay fut démantelé et vendu en plusieurs lots, fortement remaniés depuis. Il ne reste aujourd’hui du bâtiment d'origine qu’une seule tour.